# Gonionota aethographa
Gonionota aethographa är en fjärilsart som beskrevs av Clarke 1971. Gonionota aethographa ingår i släktet Gonionota och familjen plattmalar. Inga underarter finns listade i Catalogue of Life.